# 顾浩
顾浩（1940年1月—），原名顾惠明、顾金锁，江苏南通人，中华人民共和国政治人物。

## 生平
1960年至1964年，在江苏师范学院中文系学习。1964年7月，加入中国共产党，1964年至1967年，任江苏省淮阴地委社教工作队队员、副队长、队长，淮阴地委社教分团秘书组组长。1967年至1974年，任江苏省沭阳县新河公社秘书，江苏省南通县革委会组织组政工组秘书，南通县革委会宣传组副组长。1974年至1975年，任南通县金南公社党委书记。1975年至1981年，任中共江苏省南通地委宣传部宣传组组长，地委宣传部副部长，中共江苏省海门县委副书记。
1981年至1983年，任共青团江苏省委副书记。1983年至1985年，任中共江苏省委组织部副部长。1985年至1986年3月，任中共江苏省委组织部部长。1986年3月至1991年2月，任中共江苏省委常委、省委组织部部长。1991年2月至1994年12月，任中共江苏省委常委、中共南京市委书记。1994年12月至1995年6月，任中共江苏省委副书记、南京市委书记。1995年6月至2001年2月，任中共江苏省委副书记，2001年2月，任江苏省政协副主席。此外担任中共第十四届中央候补委员。